# Storby Stodder
Storby Stodder er titlen på en bog af den danske rapper, Jokeren (pseudonym for Jesper Dahl), udgivet i 2003 på forlaget Lindhart og Ringhof. 
Bogen indeholder Jesper Dahls samlede tekster fra 1994-2003. Teksterne er hentet fra de tre musikalbums udgivet med gruppen Den Gale Pose og fra hans soloalbum Alpha Han. 
Derudover indeholder bogen en række mindre kendte, enkeltstående tekster. Mange af teksterne har ikke været nedskrevet før bogudgivelsen.